# Otakar Hořínek
Otakar Hořínek (né le 12 mai 1929 à Prostějov et mort le 8 juin 2015) est un tireur sportif tchécoslovaque.

## Carrière
Otakar Hořínek obtient la médaille d'argent olympique en carabine 50 m trois positions aux Jeux olympiques d'été de 1956 se tenant à Melbourne. Il termine aussi 4e en carabine 50 m couché.
Il participe aussi aux Jeux olympiques d'été de 1960 à Rome.